# Fritz C. Mauch
Fritz Christian Mauch  (* 27. September 1905 in Neumünster als Friedrich Christian Heinrich Ludwig Mauch; † 4. März 1940 in Berlin) war ein deutscher Filmeditor.

## Leben und Wirken
Über Mauchs Bildungsweg ist derzeit nichts bekannt. Er erhielt eine Ausbildung im Filmschnitt und ist seit Beginn des Dritten Reichs 1933 als Schnittmeister nachzuweisen. Bis 1940 fertigte er die Endfassung von einer Fülle von Unterhaltungsproduktionen wie Hanneles Himmelfahrt, Fridericus und Unter Ausschluß der Öffentlichkeit, bearbeitete aber auch regimetreue Propaganda wie den Kompilationsfilm Helden in Spanien über den spanischen Bürgerkrieg (1936–1939), bei dem er trotz der Vorarbeit durch den Kollegen Carl Junghans auch als einer der Regisseure genannt wird. In diesem Jahrzehnt wurde er auch immer wieder als Regieassistent eingesetzt. Der erst 34-Jährige starb im Berliner Sankt-Gertrauden-Krankenhaus an einer Lungenentzündung.

## Filmografie
- 1933: Elisabeth und der Narr
- 1934: Hanneles Himmelfahrt
- 1934: Glückspilze
- 1935: Alle Tage ist kein Sonntag
- 1936: Die Stunde der Versuchung
- 1936: Fridericus
- 1937: Unter Ausschluß der Öffentlichkeit
- 1938: Helden in Spanien (Kompilations-Propagandadokumentation, auch Co-Regie)
- 1938: Der Spieler
- 1939: Salonwagen E 417
- 1939: Marguerite: 3
- 1939: Rote Mühle
- 1940: Was wird hier gespielt?